# باول نيولاند
باول نيولاند (بالإنجليزية: Paul Newland)‏ هو ملحن بريطاني، ولد في 1966.

## وصلات خارجية
- باول نيولاند على موقع ميوزك برينز (الإنجليزية)